# Есилов, Сансызбай Сейтжанович
Сансызбай Сейтжанович Есилов (каз. Сансызбай Сейітжанұлы Есілов, род. 18 ноября 1951; Астраханский район, Акмолинская область, Казахская ССР) — казахстанский политический и общественный деятель, почетный гражданин города Астана,кандидат экономических наук (2003).

## Биография
Родился 18 ноября 1951 года на разъезде № 92 Астраханского района Акмолинской области.
Отец — Есилов Сейтжан, был рабочим на железной дороге.
Мать — Есимова Макиш Мекебаевна.
В 1973 году окончил Целиноградский железнодорожный техникум по специальности «строительство и эксплуатация путевого хозяйства».
В 1979 году окончил Целиноградский инженерно-строительный институт по специальности инженер-строитель.
В 1988 году окончил Алма-Атинскую высшую партийную школу по специальности «преподаватель общественных дисциплин».
В 2003 году защитил учёную степень кандидата экономических наук, тема диссертации: «Становление и развитие рынка труда: Социально-экономические аспекты и перспективы».

## Трудовая деятельность
С 1970 по 1975 годы — Монтер, техник, старший мастер дистанции пути станции Джалтыр Астраханского района.
С 1975 по 1986 годы — Инструктор Астраханского райкома партии, Заведующий орготделом, Секретарь Тенгизского райкома партии Целиноградской области.
С 1988 по 1991 годы — Заместитель Заведующего отделом Целиноградского обкома партии.
С 1991 по 1992 годы — Заместитель Заведующего отделом Целиноградского обкома партии.
С 1992 по 1993 годы — Председатель Акмолинского территориального комитета по управлению госимуществом.
С 1993 по 1995 годы — Заместитель Главы Акмолинской областной администрации.
С 1996 по 1997 годы — Заместитель Председателя Госкомитета Республики Казахстан по управлению госимуществом, руководитель аппарата акима Акмолинской области.
С 1997 по 2000 годы — Заместитель акима города Астаны.
С 2001 по 2007 годы — Первый заместитель акима города Астаны.
С 2016 года — Председатель Совета ветеранов г. Астаны.
С 2016 года — Председатель Общественного совета Астаны.

## Выборные должности, депутатство
С 1999 по 2000 годы — Председатель Астанинского городского филиала партии «Нур Отан»
С 2003 по 2005 годы — Член политсовета партии «Нур Отан»
С 2007 по 2012 годы — Депутат Мажилиса Парламента Республики Казахстан ІV созывов по партийному списку партии «Нур Отан», секретарь Комитета по финансам и бюджету.
С 2012 по 2016 годы — Секретарь и депутат маслихата города Астаны.

## Награды
- Памятная медаль «Астана» (1998);
- Орден Курмет (2001);[3]
- Орден Достык 2 степени (2008);[4]
- Орден Парасат (2014);[5]
- Почётный гражданин города Астана (2017);[6]
- 2021 (2 декабря) — Орден «Барыс» ІІІ степени;[7]
- Юбилейная медаль «МПА СНГ. 20 лет» (11 апреля 2013 года, Межпарламентская ассамблея СНГ) — за вклад в развитие и совершенствование правовых основ функционирования Содружества Независимых Государств, модельного и национального законодательства государств — участников МПА СНГ, а также в укрепление международных связей и межпарламентского сотрудничества[8]
- Медаль «МПА СНГ. 25 лет» (27 марта 2017 года, Межпарламентская ассамблея СНГ) — за заслуги в деле развития и укрепления парламентаризма, за вклад в развитие и совершенствование правовых основ функционирования Содружества Независимых Государств, укрепление международных связей и межпарламентского сотрудничества[9]
- Государственные юбилейные медали
- 2001 — Медаль «10 лет независимости Республики Казахстан»
- 2005 — Медаль «10 лет Конституции Республики Казахстан»
- 2006 — Медаль «10 лет Парламенту Республики Казахстан»
- 2008 — Медаль «10 лет Астане»
- 2011 — Медаль «20 лет независимости Республики Казахстан»
- 2015 — Медаль «20 лет Конституции Республики Казахстан»